# Burg Pleystein
Die abgegangene Burg Pleystein war der Mittelpunkt der Oberpfälzer Stadt Pleystein im Landkreis Neustadt an der Waldnaab in Bayern; gegründet als Ministerialenburg war sie später Herrschaftssitz der Landgrafen von Leuchtenberg und danach Sitz des Pflegamtes der Herrschaft Pleystein. Die Anlage wird als Bodendenkmal unter der Aktennummer D-3-6340-0016 im Bayernatlas als „mittelalterlicher Burgstall, untertägige Befunde der frühen Neuzeit im Bereich der Kath. Wallfahrtskirche Hl. Kreuz in Pleystein“ geführt. 

## Lage

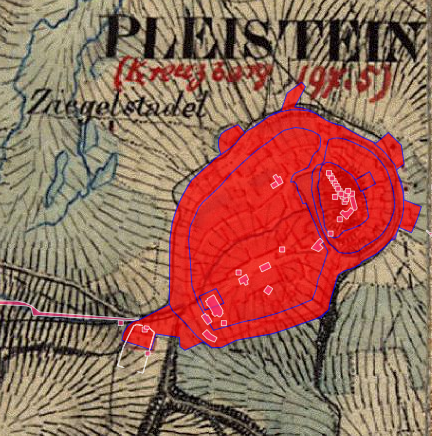
Lageplan der Burg Pleystein auf dem Urkataster von Bayern

Die Höhenburg lag auf einem mitten in der Stadt Pleystein 38 m hoch aufragenden und steil abfallenden Rosenquarzfelsen, der als Kreuzberg bezeichnet wird. An Stelle der Burg befindet sich heute die 1902 wieder erbaute neubarocke Kreuzbergkirche und unmittelbar daneben ein Salesianerkloster. Auf den ehemaligen Burgberg führt u. a. ein steiler Kreuzweg.

## Geschichte
Die Pleysteiner sind eine Nebenlinie der Waldthurner und der Waldauer, die in der  nördlichen Oberpfalz ansässig waren. Erstmals wird ein Albertus de Plisteine 1242 als Zeuge eines Vertrags zwischen dem Markgraf Berthold von Hohenburg und dem Regensburger Bischof Seyfried erwähnt, bei dem der Markgraf mit Einwilligung seiner Geschwister das Schloss Rohrbach und Hohenburg dem Bischof übergab und als Lehen wieder zurückerhielt. Albertus von Pleystein war vermutlich Kleriker des Hochstiftes von Regensburg. Als solcher testierte er nochmals 1243, als Markgraf Diepold von Hohenburg den Vertrag seines Bruders bestätigte. Am 25. Juli 1260 trat Fridericus de Pleistein als Zeuge eines in Regensburg geschlossenen Vertrages auf. Ein Heinrich von Pleystein wirkte 1261 bei einem Vertrag mit, der auf Burg Trausnitz geschlossen wurde und bei dem Güter an das Kloster Waldsassen tradiert wurden. In diesem werden Berthold und Ulrich von Waldthurn als Brüder des Heinrich von Pleystein bezeichnet. Die Pleysteiner führten in ihrem Wappen einen zinnenbekrönten weißen Turm im roten Feld, der dem Wappen der Waldthurner entspricht.
In der zweiten Hälfte des 13. Jahrhunderts waren die meisten Güter der Pleysteiner an die Landgrafen von Leuchtenberg gekommen. Am 2. Juni 1284 überließ Landgraf Friedrich II. seinem Onkel Friedrich III., dem Burggrafen von Nürnberg, pfandweise die Burg Pleystein. Am 2. Juni 1309 verzichtete in Pleystein die Schwester des Landgrafen Ulrich I., Beatrix von Paulsdorf, auf ihre Anrechte an den Burgen Falkenberg, Neuhaus und Schwarzenschwall. Auch in dem Hausvertrag von Pavia vom 4. August 1329, bei dem Kaiser Ludwig der Bayer die Rheinpfalz und die Oberpfalz an die Pfalzgrafen abtrat, wird Pleystein genannt. Landgraf Ulrich I. bewohnte die Burg selbst; er erhielt 1331 von Kaiser Ludwig IV. bedeutende Vorrechte für die Stadt Pleystein zugesprochen. Am 29. Mai 1349 schlossen sich die Landgrafen von Leuchtenberg dem von König Karl IV. geschlossenen Landfrieden mit den fränkischen Ständen und Städten an. Dennoch unterstützte Karl IV. Forderungen der Pfalzgrafen, und so mussten die Landgrafen Ulrich II. und Johann I. am 29. Mai 1350 ihren bislang freien Besitz der Herrschaft Pleystein mit weiteren Orten und Burgen, wie Burg Reichenstein, dem späteren Kaiser als böhmisches Lehnswesen aufsenden; damals wurde Pleystein als feudum honorabile dem Königreich Böhmen zugeordnet, den Leuchtenberger wurde aber „auf ewige Zeiten“ das Recht zugestanden, diese Güter als Lehen der böhmischen Krone zu empfangen. Rüdiger der alte Pleysteiner und seine Söhne Fränzel und Wolfhard verzichteten im Tausch gegen Güter in Altenstadt und Vohenstrauß am 2. April 1357 auf ihre Ansprüche auf verschiedene Güter in Pleystein.
Am 28. Januar 1366 beschlossen die Landgrafen Ulrich I. und Johann I. eine Gütertrennung, bei der Stadt und Burg Pleystein an Landgraf Johann fielen. 1381 überließ Landgraf Johann seinen beiden Söhnen Johann II. und Sigost die Verwaltung über die Herrschaft Pleystein. Damals wurde die Stadt Pleystein erweitert und mit neuen Mauern umgeben; diese Arbeiten waren 1391 abgeschlossen. Im gleichen Jahr wurde der Stadt ein Freiheitsbrief mit einem Marktrecht gegeben. Am 6. Oktober 1392 besuchte Herzog Albrecht I. die Landgrafen auf der Burg Pleystein; bei dieser Gelegenheit wurde auch die Zengerfehde beigelegt.
In Böhmen hatte König Wenzel IV. 1378 die Nachfolge seines Vaters Karl IV. als Böhmischer und Römisch-deutscher König angetreten. Bald wurden gegen ihn Vorwürfe wegen Trunksucht, Nachlässigkeit, Verschwendungssucht und Gewalttätigkeit erhoben (er hatte u. a. den Prager Generalvikar Johann von Pomuk in die Moldau werfen und ertränken lassen). Am 20. August 1400 wurde er als deutscher König abgesetzt und an seiner Stelle wurde der Wittelsbacher Ruprecht III. von der Pfalz mit der Mehrheit der Stimmen der Kurfürsten gewählt. Die Landgrafen verhielten sich zuerst gegenüber dem Sohn des Karl IV. loyal, was zu einer Belagerung durch pfälzische Truppen und 1401 zur Eroberung der Stadt Pleystein führte. Der Landgraf konnte sich auf der Veste Pleystein halten, musste aber 120 gefangene Bürger auslösen, was ihn in finanzielle Schwierigkeiten brachte. Deshalb musste die Herrschaft Pleystein an Herzog Johann III. verpfändet und gegen Zusage einer Wiedereinlösung am 14. Februar 1418 verkauft werden. Das Königreich Böhmen war aber nicht um Zustimmung gebeten worden, und deshalb ließen sie die Landgrafen weiterhin mit dieser Herrschaft belehnen, obwohl die Pfalzgrafen nun Besitzer der Herrschaft waren. Erst 1465 erteilte der böhmische König Georg von Podiebrad die Erlaubnis zum Verkauf der Herrschaft an die Wittelsbacher.
Der Pfalzgraf Christoph III., damals auch König von Dänemark, Schweden und Norwegen, verlieh 1463 Schloss und Amt Pleystein für zehn Jahre als Pfand dem Erhard von Rotenstadt. Durch die Hussitenkriege zwischen 1420 und 1433 war die Stadt allerdings dreimal zerstört worden und völlig verarmt. 1465 wurde die Pfandleihschaft durch Herzog Otto I. von Pfalz-Mosbach dem Erhard von Rotenstadt auf Lebenszeit verlängert.
Das weitläufige Schloss war zu Beginn des 16. Jahrhunderts bereits baufällig, die Pfalzgrafen hatten aber nicht die Absicht, viel Geld in den Bau zu stecken. Aber hier war das Pflegamt Pleystein untergebracht, und es wohnte noch der Pfleger auf der Burg. 1511 bat der Richter von Pleystein, man möge ihm das Schloss überlassen, da der Pfleger ausgezogen sei. Dann wurde des Öfteren über den schlechten Zustand des Schlosses geklagt, 1536 erging darüber ein Bericht an den Pfälzer Hof; 1541 bat der Pfleger, man möge ihn auf seiner Burghut wohnen lassen, da das Schloss sehr baufällig sei. 1545 bat der Rat der Stadt, man möge das Schloss wegen Baufälligkeit schließen.
Die Landgrafen von Leuchtenberg versuchten mehrmals, die Herrschaft Pleystein wieder an sich zu ziehen, aber die Verhandlungen zerschlugen sich immer wieder. Am 26. April 1600 verzichteten die Landgrafen endgültig auf alle Ansprüche an der Herrschaft Pleystein. Kurfürst Friedrich V. erhielt am 1. August 1615 den Lehensbrief über Pleystein von Kaiser Mathias. Nach der Schlacht am Weißen Berg verlor er das Königreich Böhmen, über ihn wurde die Reichsacht verhängt und er ging aller seiner Besitzungen verlustig. Kaiser Ferdinand II. gab nun die Herrschaft Pleystein an Herzog Albrecht von Bayern. Dieser war von der abgelegenen Herrschaft  nicht angetan und ersuchte 1626 den Kaiser Ferdinand II. um Zustimmung, diese an den Pfalzgraf Wolfgang Wilhelm von Pfalz-Neuburg abgeben zu können. Die Belehnung von Wolfgang Wilhelm erfolgte am 24. Oktober 1626. 1653 verkauft der Pfalzgraf mit Einverständnis von Kaiser Ferdinand Pleystein für 40.000 fl an seinen Schwager Fürst Wenzel Eusebius von Lobkowitz. Aber 1656 erfolgt überraschenderweise die Belehnung mit der Herrschaft Pleystein an den Pfalzgrafen Philipp Wilhelm. Dessen Sohn, Pfalzgraf Friedrich Wilhelm von der Pfalz wollte Pleystein unbedingt verkaufen. Damit war der Kaiser Leopold nicht einverstanden, er erlaubte aber 1684 die Verpachtung an Matthias Franz von Wunschwitz auf Ronsberg. Dieser blieb bis 1695 Inhaber von Pleystein und baute sich 1688 hier ein stattliches Haus, das heutige Heimatmuseum von Pleystein. Nach 1695 übernahm Franz Ferdinand von Rummel, Pfleger zu Weiden, die Pfandschaft über die Herrschaft von Pleystein. Anfang des 18. Jahrhunderts bemühte sich die Pfalz, das Lehensrecht über Pleystein wieder zu erhalten, doch Kaiser Karl VI. gab 1725 dem Grafen von Sinzendorf einen Einsetzungsbrief, der ihn berechtigte, die Herrschaft Pleystein nach dem Ableben des ohne männlichen Erben verstorbenen Pfalzgrafen Karl Philipp zu übernehmen. Die Sinzendorfer waren bis 1745 die Herren von Pleystein. Nach längeren Besitzstreitigkeiten entschied Maria Theresia, Pleystein an Kurfürst Karl Theodor zurückzugeben; da dieser ohne männliche Erben war, wurde gleichzeitig Herzog Christian mit Pleystein belehnt und die Wittelsbacher Linie Pfalz-Zweibrücken blieb in der Folge im Besitz von Pleystein. 1800 wurde Pleystein in ein Landrichteramt umgewandelt und nach mehreren Zwischenschritten dem Landgericht Treswitz zugeordnet und damit endet die Herrschaft Pleystein als eigenständiger Verwaltungs- und Gerichtsbezirk. 
Am 12. Oktober 1617 baten Bürgermeister und Rat der Stadt Pleystein, die Steine vom alten Schloss zum Bau des Turmes der Pfarrkirche verwenden zu dürfen, das Schloss sei „abgeödet“ und man könne die Steine für Gesimse und Ecksteine verwenden. Der Pfleger Georg Wolf von Wildenstein befürwortete dieses Ansinnen, denn die baufälligen Mauern seien eine Gefahr für die unterhalb des Schlosses wohnenden Bürger. Der Statthalter Christian von Anhalt erteilte am 17. April 1618 die Genehmigung, die Steine des Schlosses für den Kirchturmbau zu verwenden. Während des Dreißigjährigen Krieges wurde der Großteil der Stadt 1634 durch einen Kroateneinfall in Schutt und Asche gelegt. Der letzte Turm der Festung wurde 1781 abgetragen. Zu Beginn des 19. Jahrhunderts erwarb die Stadt Pleystein den Burgberg und ließ darauf ab 1814 die Wallfahrtskirche Heiliges Kreuz errichten, von der heute ein 1912 errichteter Neubau an der Stelle der Burg steht.
Nachdem die Burg in Pleystein unbewohnbar geworden war, verlegte der Pfleger seinen Amtssitz in das Burggut von Pleystein. Bereits im 16. Jahrhundert entstand ein neues Pflegamtsgebäude auf dem Marktplatz, nach dessen Zerstörung im Dreißigjährigen Krieg wurde wieder das Burggut Sitz der Verwaltung. Franz Ferdinand von Rummel ließ 1699 auf der Brandstätte des früheren Pflegamtes einen Neubau errichten und zog dort ein. 